# Мухаремович, Тарик
Та́рик Мухаре́мович (босн. Tarik Muharemović; род. 28 февраля 2003, Любляна, Словения) — боснийский футболист, защитник клуба «Ювентус» и сборной Боснии и Герцеговины. Выступает на правах аренды за клуб «Сассуоло».

## Карьера

### «Вольфсберг»
В апреле 2021 года перешёл в основную команду «Вольфсберга». Дебютировал в австрийской Бундеслиге 25 апреля 2021 года в матче с «Зальцбургом», заменив Луку Лочошвили.

### «Ювентус»
В августе 2021 года перешёл в «Ювентус», где был заявлен за команду в чемпионате Примавера. В молодёжном чемпионате Италии дебютировал 28 августа 2021 года против сверстников из «Фиорентины».